# Кам'яний міст (Скоп'є)
Кам'яний міст (мак. Камен мост) — міст через річку Вардар у Скоп'є. Вважається одним із символів міста та головним елементом міського герба. Нині служить як пішохідний міст, що з'єднує Площу Македонія зі старим базаром. Також існує менш вживана назва моста як Душанів міст, на честь Стефана Уроша IV Душана Неманича.